# Alfred Reginald Radcliffe-Brown
Alfred Reginald Radcliffe-Brown (17 de enero de 1881 – 24 de octubre de 1955) fue un antropólogo inglés a quien se debe el desarrollo del funcionalismo estructuralista o estructural-funcionalismo, una de las corrientes más importantes de la antropología. Este marco teórico incluye conceptos descriptivos de la estructura social de los pueblos primitivos.

## Biografía
Radcliffe-Brown nació en Sparkbrook, Birmingham, Inglaterra. Estudió en Cambridge, donde era apodado por sus compañeros como "Anarchy Brown", debido a su inspiración en las ideas del científico anarquista ruso Piotr Kropotkin. Algunas de las ideas que Radcliffe-Brown desarrolló a lo largo de su obra antropológica, se encontraban de manera embrionaria en Mutual Aid, el principal trabajo de Kropotkin. Radcliffe-Brown recibió influencia de la sociología francesa (notoriamente de Émile Durkheim) que contribuyó al desarrollo de la antropología británica. Construyó una batería de conceptos rigurosos para dar un método científico a la etnografía. Aunque generalmente lo rechazaba, Radcliffe-Brown estaba asociado con la sociología estructuralista, y puede ser considerado como el padre del funcionalismo estructuralista. Mientras Bronislaw Malinowski es reputado como la persona que estableció los principios del trabajo de campo, Radcliffe-Brown contribuyó con el poderoso marco teórico de la antropología estructural. Asimismo, contribuyó al desarrollo de las teorías sobre los sistemas de parentesco, en una vertiente denominada en tiempos posteriores teoría de la descendencia.
Luego de estudiar en el Trinity College, viajó a las islas Andamán, en el Golfo de Bengala, donde permaneció dos años (1906-1908). Luego se trasladó a Australia Occidental, para realizar investigación de campo entre las sociedades que habitaban la región. Estudia las relaciones de parentesco y el sistema de totemismo entre los kariera. El material etnográfico recabado en esos viajes fue la base del libro The Andaman Islanders (1922) y The Social Organization of Australian Tribes (1930).
En 1916 ocupó el cargo de director de educación en Tonga, y en 1920 se trasladó a Ciudad del Cabo para impartir cátedra de antropología social en la School of African Life durante cinco años. Posteriormente ocupó cargos de profesor en Sídney (1925), Chicago (1931), y Oxford (1937).
Influenciado profundamente por el trabajo de Émile Durkheim (al punto en que este sociólogo es considerado como uno de los pioneros de la antropología), Radcliffe-Brown se dedicó principalmente al estudio de sociedades primitivas, con el propósito de establecer generalidades sobre la estructura social. Por ejemplo, señalaba que las instituciones son la base de la permanencia del orden social, de modo análogo a las funciones vitales de los órganos del cuerpo. Sus estudios de la función social examinan el modo en que las costumbres de un pueblo contribuyen a la estabilidad social de un grupo humano. 
Mientras funda el "Instituto de Antropología Social y Cultural de Oxford, de acuerdo a Rodney Needham su ausencia del Instituto durante los años de guerra se frenaron sus teorías y así tuvieron regular influencia en la Antropología en Oxford.
Radcliffe-Brown ha sido criticado por soslayar el efecto de los cambios sociales en las sociedades que estudiaba, en particular los cambios originados por el colonialismo occidental. A pesar de ello, es considerado con Malinowski, como uno de los padres de la antropología social moderna.
Se jubiló de su cátedra en Oxford en 1946, no obstante, siguió publicando. Reunió sus más importantes artículos en Structure and Function in Primitive Society, en 1952. Se traslada a Sudáfrica, donde enseña antropología social en la Universidad de Grahamstown. Regresa a Inglaterra en 1955 gravemente enfermo. Murió en Londres.

## Obras notables
- The Andaman Islanders (1922)
- Social Organization of Australian Tribes (1931)
- Structure and Function in Primitive Society (1952) (Existe traducción al español de Editorial Península, Barcelona, 1972.)
- A Natural Science of Society. Glencoe, Free Press 1957
- Method in Social Anthropology. Chicago, University of Chicago Press 1958 (Trad. español Ed. Anagrama, Barcelona.)